# Бурраза
Бурраза́ (кат. Borredà, вимова літературною каталанською [burə'ða]) - муніципалітет, розташований в Автономній області Каталонія, в Іспанії. Код муніципалітету за номенклатурою Інституту статистики Каталонії - 80240. Знаходиться у районі (кумарці) Барґаза (коди району - 14 та BD) провінції Барселона, згідно з новою адміністративною реформою перебуватиме у складі Баґарії (округи) Центральна Каталонія. 

## Назва муніципалітету
Назва муніципалітету походить від пізньолатинського Brositano (вперше зафіксовано у 888 р.).

## Населення
Населення міста (у 2007 р.) становить 571 особа (з них менше 14 років - 13,8%, від 15 до 64 - 63,9%, понад 65 років - 22,2%). У 2006 р. народжуваність склала 4 особи, смертність - 4 особи, зареєстровано 1 шлюб. У 2001 р. активне населення становило 238 осіб, з них безробітних - 26 осіб.

Серед осіб, які проживали на території міста у 2001 р., 447 народилися в Каталонії (з них 287 осіб у тому самому районі, або кумарці), 21 особа приїхала з інших областей Іспанії, а 31 особа приїхала з-за кордону. 

Вищу освіту має 8,5% усього населення. 

У 2001 р. нараховувалося 181 домогосподарство (з них 26% складалися з однієї особи, 26% з двох осіб,18,2% з 3 осіб, 20,4% з 4 осіб, 4,4% з 5 осіб, 3,9% з 6 осіб, 0% з 7 осіб, 0% з 8 осіб і 1,1% з 9 і більше осіб).

Активне населення міста у 2001 р. працювало у таких сферах діяльності : у сільському господарстві - 15,6%, у промисловості - 22,6%, на будівництві - 12,3% і у сфері обслуговування - 49,5%. 

 У муніципалітеті або у власному районі (кумарці) працює 119 осіб, поза районом - 115 осіб.

### Безробіття
У 2007 р. нараховувалося 12 безробітних (у 2006 р. - 15 безробітних), з них чоловіки становили 50%, а жінки - 50%.

## Економіка

### Підприємства міста

#### Промислові підприємства
| \| Промислові підприємства міста, за сферою діяльності \| Промислові підприємства міста, за сферою діяльності \| Промислові підприємства міста, за сферою діяльності \| \| Рік \| 2002 р. \| 2001 р. \| \| --------------------------------------------------- \| --------------------------------------------------- \| --------------------------------------------------- \| \| Енергетичні та водні ресурси \| 14,3% \| 14,3% \| \| Хімія та метали \| 0% \| 0% \| \| Переробка металів \| 7,1% \| 7,1% \| \| Продукти харчування \| 7,1% \| 7,1% \| \| Текстиль \| 28,6% \| 28,6% \| \| Виробництво меблів, видання \| 42,9% \| 42,9% \| \| Інше \| 0% \| 0% \| \| Усього підприємств \| 14 \| 14 \| |         |         |
| Промислові підприємства міста, за сферою діяльності |         |         |
| Рік | 2002 р. | 2001 р. |
| Енергетичні та водні ресурси | 14,3%   | 14,3%   |
| Хімія та метали | 0%      | 0%      |
| Переробка металів | 7,1%    | 7,1%    |
| Продукти харчування | 7,1%    | 7,1%    |
| Текстиль | 28,6%   | 28,6%   |
| Виробництво меблів, видання | 42,9%   | 42,9%   |
| Інше | 0%      | 0%      |
| Усього підприємств | 14      | 14      |

#### Роздрібна торгівля
| \| Підприємства роздрібної торгівлі міста, за сферою діяльності \| Підприємства роздрібної торгівлі міста, за сферою діяльності \| Підприємства роздрібної торгівлі міста, за сферою діяльності \| \| Рік \| 2002 р. \| 2001 р. \| \| ------------------------------------------------------------ \| ------------------------------------------------------------ \| ------------------------------------------------------------ \| \| Продукти харчування \| 33,3% \| 54,5% \| \| Одяг та взуття \| 0% \| 0% \| \| Товари для дому \| 22,2% \| 18,2% \| \| Книги та періодичні видання \| 0% \| 0% \| \| Промислова хімічна продукція \| 11,1% \| 9,1% \| \| Продукція, пов'язана з транспортними засобами \| 0% \| 0% \| \| Інше \| 33,3% \| 18,2% \| \| Усього підприємств \| 9 \| 11 \| |         |         |
| Підприємства роздрібної торгівлі міста, за сферою діяльності |         |         |
| Рік | 2002 р. | 2001 р. |
| Продукти харчування | 33,3%   | 54,5%   |
| Одяг та взуття | 0%      | 0%      |
| Товари для дому | 22,2%   | 18,2%   |
| Книги та періодичні видання | 0%      | 0%      |
| Промислова хімічна продукція | 11,1%   | 9,1%    |
| Продукція, пов'язана з транспортними засобами | 0%      | 0%      |
| Інше | 33,3%   | 18,2%   |
| Усього підприємств | 9       | 11      |

#### Сфера послуг
| \| Підприємства міста, що працюють у сфері послуг, за діяльністю \| Підприємства міста, що працюють у сфері послуг, за діяльністю \| Підприємства міста, що працюють у сфері послуг, за діяльністю \| \| Рік \| 2002 р. \| 2001 р. \| \| ------------------------------------------------------------- \| ------------------------------------------------------------- \| ------------------------------------------------------------- \| \| Гуртова торгівля \| 0% \| 6,5% \| \| Готелі та готельний бізнес \| 56,7% \| 54,8% \| \| Транспорт та зв'язок \| 16,7% \| 12,9% \| \| Посередницькі фінансові послуги \| 3,3% \| 3,2% \| \| Послуги підприємствам \| 0% \| 0% \| \| Послуги фізичним особам \| 16,7% \| 16,1% \| \| Нерухомість та ін. \| 6,7% \| 6,5% \| \| Усього підприємств \| 30 \| 31 \| |         |         |
| Підприємства міста, що працюють у сфері послуг, за діяльністю |         |         |
| Рік | 2002 р. | 2001 р. |
| Гуртова торгівля | 0%      | 6,5%    |
| Готелі та готельний бізнес | 56,7%   | 54,8%   |
| Транспорт та зв'язок | 16,7%   | 12,9%   |
| Посередницькі фінансові послуги | 3,3%    | 3,2%    |
| Послуги підприємствам | 0%      | 0%      |
| Послуги фізичним особам | 16,7%   | 16,1%   |
| Нерухомість та ін. | 6,7%    | 6,5%    |
| Усього підприємств | 30      | 31      |

## Житловий фонд
У 2001 р. 3,9% усіх родин (домогосподарств) мали житло метражем до 59 м2, 20,4% - від 60 до 89 м2, 33,1% - від 90 до 119 м2 і
42,5% - понад 120 м2.

З усіх будівель у 2001 р. 6,2% було одноповерховими, 62,1% - двоповерховими, 24,1
% - триповерховими, 7,6% - чотириповерховими, 0% - п'ятиповерховими, 0% - шестиповерховими,
0% - семиповерховими, 0% - з вісьмома та більше поверхами.

## Автопарк
| \| Автомобілі, зареєстровані у місті, за призначенням \| Автомобілі, зареєстровані у місті, за призначенням \| Автомобілі, зареєстровані у місті, за призначенням \| \| Рік \| 2006 р. \| 2005 р. \| \| -------------------------------------------------- \| -------------------------------------------------- \| -------------------------------------------------- \| \| Приватні автомобілі \| 58,7% \| 58,1% \| \| Мотоцикли \| 11,7% \| 10,7% \| \| Вантажівки \| 26,1% \| 28% \| \| Трактори \| 0,4% \| 0,2% \| \| Автобуси та ін. \| 3,1% \| 2,9% \| \| Усього автомобілів \| 487 шт. \| 475 шт. \| |         |         |
| Автомобілі, зареєстровані у місті, за призначенням |         |         |
| Рік | 2006 р. | 2005 р. |
| Приватні автомобілі | 58,7%   | 58,1%   |
| Мотоцикли | 11,7%   | 10,7%   |
| Вантажівки | 26,1%   | 28%     |
| Трактори | 0,4%    | 0,2%    |
| Автобуси та ін. | 3,1%    | 2,9%    |
| Усього автомобілів | 487 шт. | 475 шт. |

## Вживання каталанської мови
У 2001 р. каталанську мову у місті розуміли 98,1% усього населення (у 1996 р. - 100%), вміли говорити нею 91,5% (у 1996 р. - 
97,2%), вміли читати 86,3% (у 1996 р. - 90,1%), вміли писати 52,4
% (у 1996 р. - 58,6%). Не розуміли каталанської мови 1,9%.

## Політичні уподобання
У виборах до Парламенту Каталонії у 2006 р. взяло участь 247 осіб (у 2003 р. - 291 особа). Голоси за політичні сили розподілилися таким чином:
| \| Вибори до Парламенту Каталонії \| Вибори до Парламенту Каталонії \| Вибори до Парламенту Каталонії \| \| Рік \| 2006 р. \| 2003 р. \| \| -------------------------------------- \| ------------------------------ \| ------------------------------ \| \| Конвергенція та Єднання (CiU) \| 48,6% \| 48,5% \| \| Соціалістична партія Каталонії (PSC) \| 29,1% \| 24,4% \| \| Народна партія (PP) \| 2,8% \| 3,8% \| \| Ініціатива за зелену Каталонію (IC) \| 4,9% \| 4,8% \| \| Республіканська лівиця Каталонії (ERC) \| 13,4% \| 17,5% \| \| Громадянська партія (C's) \| 1,2% \| 0% \| \| Інші \| 0% \| 1% \| |         |         |
| Вибори до Парламенту Каталонії |         |         |
| Рік | 2006 р. | 2003 р. |
| Конвергенція та Єднання (CiU) | 48,6%   | 48,5%   |
| Соціалістична партія Каталонії (PSC) | 29,1%   | 24,4%   |
| Народна партія (PP) | 2,8%    | 3,8%    |
| Ініціатива за зелену Каталонію (IC) | 4,9%    | 4,8%    |
| Республіканська лівиця Каталонії (ERC) | 13,4%   | 17,5%   |
| Громадянська партія (C's) | 1,2%    | 0%      |
| Інші | 0%      | 1%      |

У муніципальних виборах у 2007 р. взяло участь 364 особи (у 2003 р. - 324 особи). Голоси за політичні сили розподілилися таким чином:
| \| Муніципальні вибори \| Муніципальні вибори \| Муніципальні вибори \| \| Рік \| 2007 р. \| 2003 р. \| \| -------------------------------------- \| ------------------- \| ------------------- \| \| Конвергенція та Єднання (CiU) \| 18,7% \| 37,3% \| \| Соціалістична партія Каталонії (PSC) \| 66,2% \| 62,7% \| \| Народна партія (PP) \| 0% \| 0% \| \| Ініціатива за зелену Каталонію (IC) \| 15,1% \| 0% \| \| Республіканська лівиця Каталонії (ERC) \| 0% \| 0% \| \| Громадянська партія (C's) \| 0% \| 0% \| \| Інші \| 0% \| 0% \| |         |         |
| Муніципальні вибори |         |         |
| Рік | 2007 р. | 2003 р. |
| Конвергенція та Єднання (CiU) | 18,7%   | 37,3%   |
| Соціалістична партія Каталонії (PSC) | 66,2%   | 62,7%   |
| Народна партія (PP) | 0%      | 0%      |
| Ініціатива за зелену Каталонію (IC) | 15,1%   | 0%      |
| Республіканська лівиця Каталонії (ERC) | 0%      | 0%      |
| Громадянська партія (C's) | 0%      | 0%      |
| Інші | 0%      | 0%      |